# Kuddby församling
Kuddby församling var en församling i Linköpings stift inom Svenska kyrkan i Norrköpings kommun. Församlingen uppgick 2008 i Västra Vikbolandets församling.
Församlings kyrka var Kuddby kyrka.
2006 fanns det 633 invånare i församlingen.

## Administrativ historik

Kuddby församlingsvapen 1996-2007

Församlingen har medeltida ursprung. 
Församlingen utgjorde till 1 maj 1917 ett eget pastorat för att därefter till 2008 vara moderförsamling i pastoratet Kuddby, Tåby och Å som 1962 utökades med Östra Stenby, Konungsunds, Furingstads och Dagsbergs församlingar. Församlingen uppgick 2008 i Västra Vikbolandets församling.
Församlingskod var 058122.

## Kyrkoherdar
Lista över kyrkoherdar.
| Ämbetstid | Namn                        | Levnadstid | Övrigt                                                     |
| --------- | --------------------------- | ---------- | ---------------------------------------------------------- |
| 1386      | Niclis Knutsson             |            |                                                            |
| 1394–1427 | Haquinus Laurentii          |            |                                                            |
| 1493–     | Jon Storkarsson             |            |                                                            |
| 1504–1505 | Simon Pedersson             |            |                                                            |
| 1521      | Petrus Pauli                |            |                                                            |
| 1528–1532 | Thomas Henrici              |            |                                                            |
| 1551–1590 | Jonas Magni                 | Död 1590   |                                                            |
| 1591–1620 | Andreas Hök                 | 1566–1620  | Kyrkoherde, prost och kontraktsprost.                      |
| 1621–1637 | Ericus Prytz                | 1587–1637  |                                                            |
| 1639–1650 | Johannes Lothigius          | 1604–1668  | Senare kyrkoherde i Sankt Olofs församling, Norrköping.    |
| 1652      | Suno Duræus                 | 1595–1652  | Kyrkoherde i Vinnerstads församling, utnämndes 1652.       |
| 1652–1664 | Laurentius Nicolaus Typæus  | Död 1664   |                                                            |
| 1666      | Magnus Klingius             | 1612–1666  | Kyrkoherde i Skärkinds församling, utnämnd 1666.           |
| 1666–1672 | Christiernus Christophori   | 1623–1701  | Senare kyrkoherde i S:t Laurentii församling.              |
| 1674–1690 | Simon Gråsten               | 1619–1690  | Kyrkoherde och kontraktsprost.                             |
| 1692–1717 | Ericus Duræus               | 1641–1717  | Kyrkoherde och kontraktsprost.                             |
| 1718–1732 | Nicolaus Wennerdahl         | 1672–1732  |                                                            |
| 1734–1740 | Andreas Folkiern            | 1685–1740  |                                                            |
| 1742–1769 | Petrus Zetterling           | 1703–1769  | Kyrkoherde och kontraktsprost.                             |
| 1770–1789 | Carl Nyrén                  | 1726–1789  | Kyrkoherde och kontraktsprost.                             |
| 1791–1800 | Seth Wallquist              | 1760–1836  | Kyrkoherde och prost. Senare kyrkoherde i Fors församling. |
| 1800–1820 | Johan Peter Wallensteen     | 1750–1820  | Kyrkoherde och kontraktsprost.                             |
| 1820–1831 | Johan Andersson             | 1774–1831  | Kyrkoherde och prost.                                      |
| 1835–1868 | Johan Christian Wallensteen | 1794–1868  | Kyrkoherde och kontraktsprost.                             |
| 1870–1891 | Carl Erhard Adlerz          | 1813–1891  |                                                            |
| 1894–1909 | Knut Arvid Kastman          | 1839–1909  | Kyrkoherde och prost.                                      |
| 1911–     | Frans Oscarl Odahl          | 1855–      |                                                            |
| 1924–1955 | Anders Sondén               | 1887–1976  | [ 5 ] [ 6 ] [ 7 ]                                          |
| 1966–1984 | Carl Olof Herrman           | 1920–      | [ 8 ]                                                      |

## Organister och klockare
| Ämbetstid | Namn                    | Levnadstid | Övrigt                                                                              |
| --------- | ----------------------- | ---------- | ----------------------------------------------------------------------------------- |
| 1722      | Jöns                    |            | Klockare                                                                            |
| 1714-1737 | Anders Åkerberg         | 1670-1737  | Klockare                                                                            |
| 1734-1737 | Samuel Pettersson       | 1712-1737  | Organist                                                                            |
| 1737–1776 | Jonas Wickström         | 1713–1776  | Klockare                                                                            |
| 1740      | Petter                  |            | Organist                                                                            |
| 1740–1745 | Matthis Hendrichsson    |            | Organist                                                                            |
| 1759-1760 | Nils Svensson           |            | Organist                                                                            |
| 1762–1780 | Peter Rothsten          | 1727-1780  | Organist. Sonen Nils Rothsten vikarierade mellan 1779 och 1780 när fadern var sjuk. |
| 1776–1795 | Jacob Roxén             | 1756–1795  | Klockare 1776 och organist 1780.                                                    |
| 1797–1845 | Olof Enell              | 1773–      | Klockare och organist                                                               |
| 1850–1879 | Fredrik August Forsberg | 1826–1879  | Klockare, organist och skollärare                                                   |
| 1879–1889 | Johan Fredrik Petersson | 1846–      | Klockare, organist och skollärare                                                   |
| 1889–1895 | Frans Oscar Carlsson    | 1854–      | Klockare, organist och skollärare                                                   |